# Сыщики под прикрытием
Сыщики под прикрытием (исп. Mortadelo y Filemón contra Jimmy el Cachondo, другое название: Мортадело и Филемон против Джимми Торчка) — испанский мультфильм Хавьера Фессера основанный на комиксах Франциско Ибаньеса.
Мультфильм в России не был показан в кинотеатрах, но зато в интернете есть озвучка на русском.

## Сюжет
Джимми и его приспешники украли совершенно секретный документ из штаб-квартиры T.I.A., который может высмеять их перед всеми другими шпионскими агентствами. У суперинтенданта не будет выбора, кроме как отдать приказ доставить его Мортадело и Филемону. Что еще хуже, опасный преступник Трончамулас сбежал из тюрьмы и планирует отомстить Филемону за то, что он арестовал его в прошлом. В конце концов они будут вынуждены объединиться, чтобы найти убежище Джимми. Тем временем профессор Бактерио пытается помочь паре агентов своим последним изобретением: «реверсицином», инъекционным препаратом, который превращает людей в полную противоположность тому, кем они являются или думают.

## В ролях
| Актёр            | Герой/иня                  |
| ---------------- | -------------------------- |
| Карра Элехальде  | Мортадело                  |
| Янфри Топера     | Филемон                    |
| Рамон Ланга      | Филемон (Во сне)           |
| Мариано Венансио | Суперинтендант             |
| Энрике Вильен    | Профессор Бактерио         |
| Берта Охеа       | Офелия                     |
| Афина Мата       | Ирма                       |
| Емилио Гавира    | Кровельщик                 |
| Ангел Чаме       | Джимми                     |
| Хосе Алиас       | Трончамулас                |
| Виктор Мониготе  | Трончамулас (возвращенный) |
| Чани Мартин      | Мари                       |
| Мануэль Таллафе  | Трини                      |